# Кретовский сельский совет
Кретовский сельский совет (укр. Кретівська сільська рада) — входит в состав
Збаражского района
Тернопольской области
Украины.
Административный центр сельского совета находится в 
с. Кретовцы.

## История
- 1993 — дата образования.

## Населённые пункты совета
- с. Кретовцы
- с. Грицевцы